# Getúlio Vargas (Manaus)
Getúlio Vargas é um conjunto da Zona Centro-Sul de Manaus, pertencente ao bairro Parque 10 de Novembro.

## Dados do Bairro
- População: 658 moradores